# Carbono-12
El carbono-12 es el más abundante de los dos isótopos estables del elemento carbono, representando el 98,89 % de todo el carbono terrestre. Está conformado por 6 protones, 6 neutrones y 6 electrones.
Adquiere particular importancia al usarse como patrón para el cálculo de la masa atómica de los distintos nucleidos existentes en la naturaleza; dado que la masa atómica del 12C es, por definición, 12 umas.

## Historia
Antes de 1959, tanto la IUPAP como la IUPAC, tendían a utilizar el oxígeno para definir el mol. La comunidad química definía al mol como el número de átomos de oxígeno que tenían una masa de 16 g, mientras que la física usaba una definición similar pero solo con el isótopo oxígeno-16. Las dos organizaciones acordaron entre 1959 y 1960 definir al mol como:
El mol es la cantidad de sustancia de un sistema que contiene tantas unidades elementales como hay en 12 gramos de carbono-12; su símbolo es el "mol".
Esta definición fue adoptada por el Comité Internacional de Pesos y Medidas (CPIM), en 1967, y en 1971 fue adoptada por la 14.ª Conferencia General de Pesos y Medidas.
En 2018, la 26.ª Conferencia General de Pesos y Medidas redefinió el mol a partir del valor fijo del número de Avogadro 6,022 140 76 × 1023. El número de moles en 12 gramos de carbono-12 deja de tener, desde entonces, el valor exacto de 1, pues dicho valor está basado en una definición obsoleta.

## Estado de Hoyle
El estado de Hoyle es un estado excitado, sin espín y resonante del carbono-12. Se produce a través del proceso triple alfa y Fred Hoyle predijo su existencia en 1954. La existencia del estado Hoyle de resonancia de 7,7  MeV es esencial para la nucleosíntesis de carbono en estrellas que queman helio y predice una cantidad de producción de carbono en un entorno estelar que coincide con las observaciones. La existencia del estado de Hoyle se ha confirmado experimentalmente, pero aún se están investigando sus propiedades precisas.
El estado de Hoyle se puebla cuando un núcleo de helio-4 se fusiona con un núcleo de berilio-8 en un entorno de alta temperatura (108 K) con helio densamente concentrado (10 5 g/cm 3). Este proceso debe ocurrir dentro de 10 −16 segundos como consecuencia de la corta vida media de 8 Be. El estado de Hoyle también es una resonancia de corta duración con una vida media de 2,4 × 10 −16 segundos; principalmente se descompone en sus tres partículas alfa constituyentes, aunque el 0,0413% de las desintegraciones (o 1 en 2421,3) se producen por conversión interna al estado fundamental de C12.
En 2011, un cálculo ab initio de los estados bajos del carbono-12 encontró (además del estado fundamental y del espín-2 excitado) una resonancia con todas las propiedades del estado de Hoyle.